# Moneda digital
La moneda digital (también llamada dinero digital, divisa virtual, moneda virtual, dinero virtual o dinero electrónico; véase la lista de sinónimos más adelante) es un medio de intercambio disponible en forma digital,  no en forma física (es decir, no en forma de billetes y monedas) que posee propiedades similares a las monedas físicas, permite transacciones instantáneas y transferencia de propiedad sin fronteras. Tanto las monedas virtuales cómo las criptomonedas son tipos de monedas digitales, pero su conversión es incorrecta. Así como el dinero tradicional, estas monedas pueden utilizarse para comprar bienes físicos y servicios, aunque también pueden restringirse a ciertas comunidades como, por ejemplo, dentro de una red social o en los juegos en línea. Algunas monedas digitales, como el bitcoin, se conocen como "monedas digitales descentralizadas", lo que significa que no hay ningún punto central que controle la oferta de dinero.

## Definición
La moneda digital puede definirse como un tipo de moneda o medio de intercambio en Internet distinto al físico (así como billetes y monedas) que posee propiedades similares a las monedas físicas. También permite transacciones instantáneas y transferencia de propiedad sin fronteras. Tanto las monedas virtuales cómo las criptomonedas son tipos de monedas digitales.

## Historia
Los orígenes de las monedas digitales datan de la década de los 90 en los sitios Burbuja punto com. Una de las primeras fue E-gold, fundada en 1996 y respaldada por el oro y creció a varios millones de usuarios antes de que el gobierno de los Estados Unidos lo cerrara en 2008. El e-gold ha sido referido como "moneda digital" tanto por los funcionarios estadounidenses como por el mundo académico.otro tipo de moneda digital conocida es Liberty Reserve, fundada en 2006; la cual permite a los usuarios convertir dólares o euros a dólares o euros Liberty Reserve, e intercambiarlos libremente con cargo del 1%. Ambos servicios fueron unificados, presuntamente eran usados para el lavado de dinero e inevitablemente fueron prohibidos por el gobierno de Estados Unidos. La reciente tendencia hacia las criptomonedas ha llevado al surgimiento de un interés renovado en monedas digitales, como bitcoin, introducida en 2009, y que se ha convertido en la moneda digital más utilizada.

## Comparaciones

### Moneda digital contra moneda virtual
"Virtual" puede ser definido como "no basado en la realidad física", y las monedas virtuales son aquellas que no se pueden usar en la "vida real", o para los gastos en capitales reales. Como consecuencia,  se pueden encontrar más monedas virtuales en los juegos en línea, sujetas a una autoridad centralizada, la cual tiene el control del dinero que llega a los desarrolladores del mundo virtual. Un ejemplo de una moneda virtual es Amazon Coins.
En cambio, la moneda "digital" se utiliza para facilitar el pago de bienes físicos y servicios en la "vida real", por lo tanto, posee algunas características similares a las monedas físicas tradicionales en ese sentido. Además, las monedas digitales pueden ser usadas para facilitar el pago en establecimientos físicos.
Como tal, una bitcoin se clasifica erróneamente como moneda virtual, de hecho, es una criptomoneda digital. Esto es ejemplificado como la capacidad que tiene la bitcoin de ser una moneda efectiva en el "mundo real" de servicios y bienes físicos.

### Moneda digital frente a moneda tradicional
Gran parte de la oferta monetaria en los sistemas financieros modernos consiste en dinero bancario registrado electrónicamente en sistemas informáticos. Este tipo de dinero, aunque respaldado por instituciones financieras tradicionales, también puede clasificarse como moneda digital en un sentido amplio.
A medida que disminuye el uso del efectivo en las transacciones cotidianas, las formas digitales de dinero —a menudo denominadas dinero electrónico— adquieren mayor relevancia. Sin embargo, estas no siempre se presentan al público explícitamente como "moneda digital", lo que puede generar confusión sobre su naturaleza y funcionamiento.

## Tipos de monedas digitales

### Moneda virtual
La moneda virtual ha sido definida en 2012 por el Banco Central Europeo como "un tipo de dinero digital no regulado, que es emitido y controlado generalmente por sus desarrolladores, y utilizado y aceptado entre los miembros de una comunidad virtual específica”. El Departamento del tesoro de los Estados Unidos en 2013 lo definió más lacónicamente como "un medio de intercambio que funciona como moneda en algunos entornos, pero no tiene todos los atributos de la moneda real". El atributo clave de una moneda virtual no concuerda con estas definiciones, es el estado como moneda legal.

### Criptomoneda
Una criptomoneda es un tipo de moneda digital basada en la criptografía para encadenar las firmas digitales de transferencias simbólicas, redes peer-to-peer y la descentralización.
En algunos casos se utiliza el esquema prueba de trabajo para crear y administrar la moneda. Véase también lista de criptomonedas.
Un problema importante con las monedas digitales de los bancos centrales es decidir si la moneda debería ser fácilmente rastreable. Si es rastreable, el gobierno tiene más control del que tiene actualmente. Además, hay un aspecto técnico a considerar: si las CBDC deberían basarse en tokens o cuentas y cuánto anonimato deberían tener los usuarios.

## Regulaciones
Las monedas virtuales representan desafíos para los bancos centrales, reguladores financieros, departamentos o ministerios de finanzas, así como autoridades fiscales y estadísticas.

### Dirección de tesorería de los Estados Unidos
El 20 de marzo de 2013, la Red de Ejecución de Crímenes Financieros emitió una guía para aclarar cómo la Ley de secreto bancario de los Estados Unidos regula a las personas al crear, intercambiar y transmitir monedas virtuales.

### Guía de Seguridad e Intercambio de Comisión
En mayo de 2014 la  Comisión de valores (SEC) de Estados Unidos "advirtió sobre los peligros de Bitcoin y otras monedas virtuales".

### Regulación del estado de Nueva York
En julio de 2014, el Departamento de servicios financieros del estado de Nueva York propuso la regulación más completa de monedas virtuales hasta la fecha, comúnmente llamado BitLicense. A diferencia de los reguladores federales de los Estados Unidos, esta regulación ha reunido a partidarios de Bitcoin y de la industria financiera a través de audiencias públicas en un período vigilado hasta el 21 de octubre de 2014 para personalizar las reglas. La propuesta, a través de un comunicado de prensa de NY DFS"... intentó lograr un equilibrio adecuado que ayuda a proteger a los consumidores y a erradicar la actividad ilícita". Ha sido criticada por las empresas más pequeñas por estar a favor de instituciones establecidas, bitcoin de China se ha quejado de que las reglas son "excesivamente amplias para su aplicación fuera de Estados Unidos".

### Licencia GFSC de Gibraltar
La legislación de Gibraltar regula las actividades empresariales del mundo de la criptografía dentro de su jurisdicción. Actualmente, en este territorio se cuenta con la ley de obtención de la licencia de la Comisión de Servicios Financieros de Gibraltar (GFSC), establecida en 2017 y vigente desde el 1 de enero de 2018.
Al ser una jurisdicción con constantes innovaciones, establece nueve principios necesarios en las empresas que buscan esta licencia:
1. Honestidad e integridad
2. Atención y transparencia
3. Mantener recursos financieros (niveles de capitalización)
4. Una buena gestión de riesgos
5. Seguridad para la protección de activos y dinero de los clientes
6. Medidas efectivas de gobernanza corporativa
7. Sistemas de seguridad de altos estándares
8. Acciones contra el lavado de dinero y financiamiento al terrorismo
9. Planes de contingencia para una liquidación ordenada y solvencia de los negocios.

## Crítica
- Muchas de estas monedas aún no tienen un uso extenso y fácilmente pueden emplearse o intercambiarse. Los bancos generalmente no aceptan ni ofrecen servicios para ellos.[23]
- Hay preocupación pues las criptomonedas son muy arriesgadas debido a su alta volatilidad[24][25]  y posible uso de sistemas pump and dump.[26]
- Los entes reguladores de varios países han alarmado en contra de su uso y algunos han tomado medidas reglamentarias concretas para disuadir a los usuarios.[27][28]
- Puede haber problemas legales significativos con respecto a intereses de seguridad en bitcoin[29] bajo el Código comercial uniforme.
- Todas las que no son criptomonedas son centralizadas. Como tal, pueden ser cerradas o tomadas por el gobierno en cualquier momento.[30]
- Es la moneda más anónima, la más atractiva para los criminales, independientemente de la intención de sus creadores.[30]
- Cualquier persona con los conocimientos adecuados puede expedir una moneda digital. Se puede comparar con expedir bonos con cero intereses, no hay seguridad clara detrás de ellos y por lo tanto, no existe ninguna obligación real para que el emisor pague una cantidad. Esto significa que el emisor que tiene éxito en la venta de su moneda para otros usuarios, puede ganar una gran cantidad de dinero real a costa de sus usuarios.
- El escritor de Forbes Tim Worstall ha escrito que el valor de la bitcoin se deriva en gran parte del comercio especulativo.[31]